# Cabo Alexander/Suecia
El cabo Alexander o cabo Suecia (según Argentina) es un cabo que marca el punto más meridional de la península Ameghino/Churchill, en la costa este de la península Antártica. Separa las entradas de la caleta Adie y la ensenada Gabinete/Reales Cédulas, como así también la costa Oscar II de la costa Foyn.

## Historia y toponimia
La península fue fotografiada desde el aire por la Expedición de Investigación Antártica Ronne y cartografiada por el British Antarctic Survey en diciembre de 1947. Fue nombrada en honor a Albert V. Alexander, primer lord del Almirantazgo.
En Argentina, fue nombrado cabo Suecia en referencia a la Expedición Antártica Sueca. También ha aparecido con los nombres de Alejandro y Foyn.
El cabo ha sido cartografiado por argentinos, británicos, chilenos, franceses y soviéticos.

## Reclamaciones territoriales
Argentina incluye a la península antártica en el departamento Antártida Argentina dentro de la provincia de Tierra del Fuego, Antártida e Islas del Atlántico Sur; para Chile forma parte de la comuna Antártica de la provincia Antártica Chilena dentro de la Región de Magallanes y de la Antártica Chilena; y para el Reino Unido integra el Territorio Antártico Británico. Las tres reclamaciones están sujetas a las disposiciones del Tratado Antártico.
Nomenclatura de los países reclamantes: 
- Argentina: cabo Suecia[4][5]
- Chile: cabo Alexander[6]
- Reino Unido: Cape Alexander[3]